# Gagik Tsarukjan
Gagik Tsarukjan (armeniska: Գագիկ Նիկոլայի Ծառուկյան, Gagik Nikolaji Tsarukjan), född 25 november 1956 i Arindzj, är en armenisk politiker och affärsman.
Tsarukjan är grundare av och för närvarande partiledare för det politiska partiet Välmående Armenien. Han är även president i Armeniens olympiska kommitté då han omvaldes den 4 december 2008.
Gagik Tsarukyan äger Multi Group Stone, som bland annat äger Jerevan Arafat konjaksfabrik.
Han är gift med Dzjavahir Tsarukjan, och tillsammans har de sex barn.